# Archiv der Republik Slowenien
Das Archiv der Republik Slowenien (Arhiv Republike Slovenije) ist das Nationalarchiv Sloweniens. Es befindet sich in der Altstadt von Ljubljana und birgt schwerpunktmäßig Archivalien, die den Gesamtstaat betreffen. Es untersteht dem Kultusministerium.

## Geschichte

### Gründung (1859/1887), Zentralarchiv für Slowenien (1945)
Das Archiv als Institution entstand erst 1859, als die Krainer Historische Gesellschaft die Einrichtung eines Provinzarchivs vorschlug. Zum Abschluss kam die Einrichtung allerdings erst 1887, woraufhin sämtliche örtlichen Archivalien dorthin verbracht wurden. Auch als 1926 das Königreich Jugoslawien es als Staatsarchiv einrichtete, blieb es weiterhin ein Archiv innerhalb des Museums.
Am 31. Oktober 1945 wurde das Archiv zum Zentralarchiv für Slowenien, diesmal als eigenständige Einrichtung. 1953 erhielt es den Namen Staatsarchiv Slowenien, eine Bezeichnung, die 1966 in Archiv von Slowenien abgewandelt wurde, dann 1979 in Archiv der Sozialistischen Republik Slowenien, um 1991 seinen heutigen Namen zu erhalten.
Die sogenannten Sonderarchive wurden 1990 aufgehoben und in das Nationalarchiv integriert, ebenso wie das Historische Archiv des Zentralkomitees der kommunistischen Liga und 1992 das Institut für die Geschichte der Arbeiterbewegung, das seither den Namen Institut für Zeitgeschichte führt. 1998 wurde auch das Archiv des Ministeriums für Innere Angelegenheiten einbezogen, das Geheimdienstunterlagen birgt.

### Gruber-Palast
Die Hauptdépendance befindet sich im Gruber-Palast, dessen Geschichte 1773 mit dem Jesuiten Gabriel Gruber beginnt, der nicht nur für dieses Bauwerk verantwortlich war, sondern der auch für die Entwässerung der die Hauptstadt umgebenden Marschgebiete die Initiative ergriff. Ursprünglich nahm das Haus die örtliche Schule für Hydraulik und Mechanik auf. 1809 bis 1813 entstand während der Zeit der Illyrischen Provinzen Frankreichs der Südflügel, womit die barocke Symmetrie aufgehoben wurde. In der zweiten Hälfte des 19. Jahrhunderts kamen zwei weitere Gebäudeteile hinzu, nämlich das Virant-Haus im Norden und im Südosten ein weiterer Flügel, der allerdings in den 1970er Jahren einem dreieckigen Hof weichen musste.
Aus der frühen Bauzeit bestehen die Treppen und die Stuckdekorationen fort, dann die Privatkapelle mit Gemälden von Martin Johann Schmidt und einem Fresko von Andreas Herrlein. Gemälde des frühen 19. Jahrhunderts schmücken zudem den Lesesaal. Heute hat das Archiv sechs Haupt- und Nebenstellen. In Ljubljana, in der 1 Kongresni trg, der 5 Cankarjeva cesta, 48 Dunajska cesta und 12 Leskoškova cesta befinden sich vier von ihnen, hinzu kommen zwei weitere in Gotenica und Borovec in der Kočevje-Region.

## Bestände und Veröffentlichungen

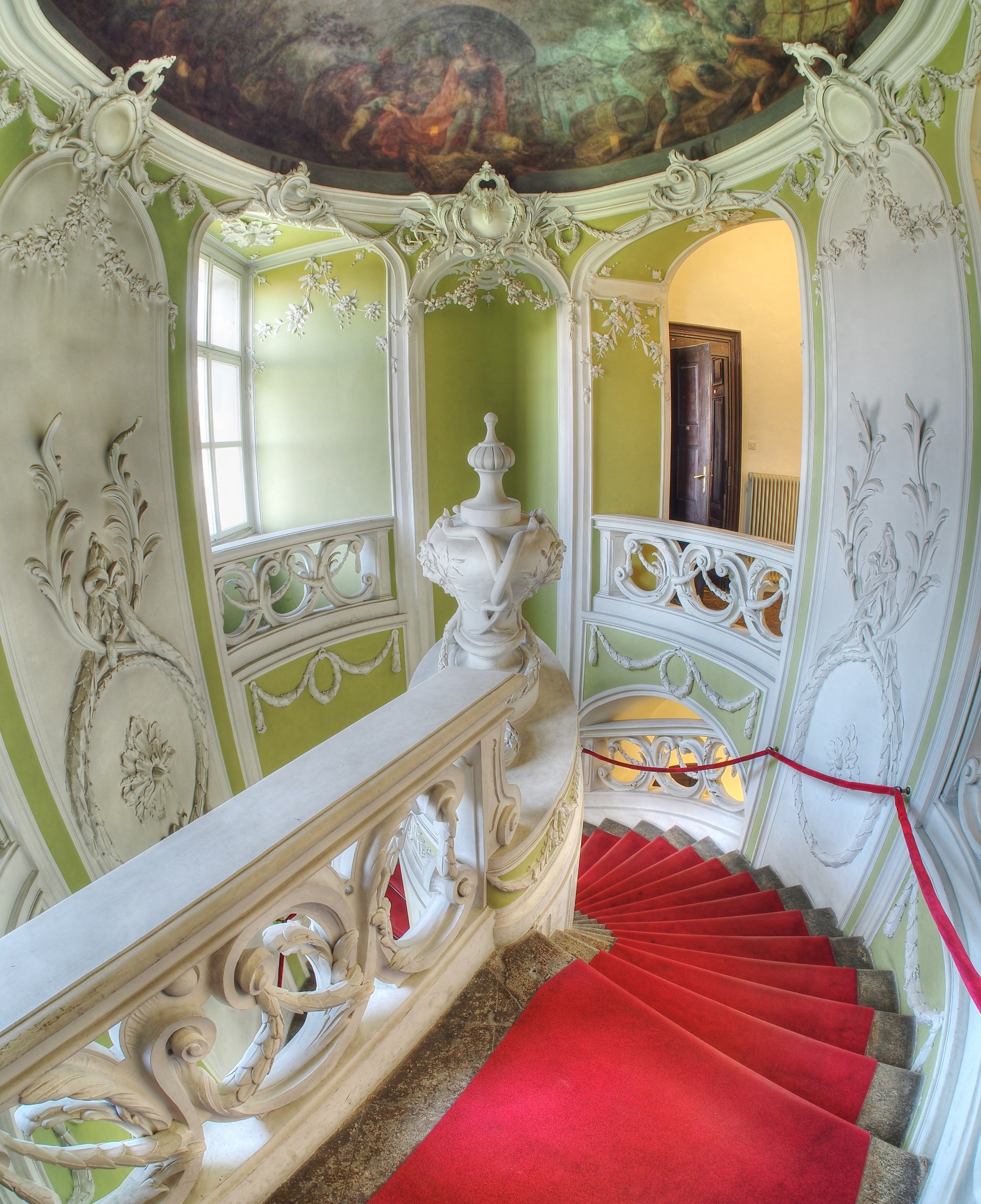
Rokoko-Treppe

Die Urkunden reichen bis in das 12. Jahrhundert zurück, die Handschriften bis in das 9. Jahrhundert. Die Überlieferung von Katastern und Karten setzt im 18. Jahrhundert ein. Aus der Zeit Sloweniens als Teil anderer Staaten stammen Akten, die bis in das 15. Jahrhundert reichen. Das Filmarchiv setzt mit dem ältesten slowenischen Film ein, der 1905 entstand. Über 90 % der slowenischen Filmtitel sind archiviert, insgesamt etwa 5100. Insgesamt bewahrt das Haus 1809 archivalische Fonds und Sammlungen, wozu 16.356 Regalmeter gehören, dann 5.651 Filme sowie 909 Bideotitel in 1274 Einzelexemplaren, dann 3745 Mikrofilme, 8.311 Microfiches. Darüber hinaus barg das Haus im Jahr 2016 genau 157.859 Fotografien, weitere 22.494 Aufnahmen, darunter 591 Tonaufnahmen. Insgesamt handelt es sich um 24.980 Regalmeter.
Die Bestände stammen vor allem aus der Regierungstätigkeit, aber auch von anderen Institutionen, die dem öffentlichen Recht unterliegen und vom Staat finanziert werden. Hinzu kommen private Bestände und Filmmaterial. Außerdem unterhält das Archiv ein Gesamtregister aller Archivalien Sloweniens, darüber hinaus eine Zusammenstellung von Archivalien im Ausland, die Slowenien oder die Slowenen betreffen, schließlich ein Register öffentlicher Symbole, Wappen und Flaggen, Siegel und Stempel von nationalem Rang. 
Regelmäßig erscheint als elektronisches Informationsmedium die Obvestula sowie das Blatt Arhivi. Hinzu kommt Viri (Quellen), das eher der Publikation von Dokumenten dient.